# Белов, Валерий Иванович
Валерий Иванович Белов (28 января 1947, Казань — 17 декабря 2022) — советский боксёр, советский и российский тренер по боксу, Заслуженный тренер СССР (1989).

## Биография
Валерий Иванович Белов родился 28 января 1947 года в Казани, Татарская АССР. Начал заниматься боксом в казанском обществе «Трудовые Резервы». Боксёрскую карьеру закончил в 1974 году на всероссийском турнире в Челябинске, где занял второе место.
В 1974 году перешёл на тренерскую работу в «Трудовых Резервах», через несколько лет стал старшим тренером. В начале 1980-х переехал в Пензу.
Становится помощником Константина Копцева, главного тренера юниорской сборной СССР. Позже вернулся в Казань. Затем переехал в г. Набережные Челны.
В 1988 году становится помощником главного тренера сборной России Николая Хромова.
В 1989 году получил звание заслуженного тренера СССР. Звание присвоено за участие в подготовке сборной команды СССР к V чемпионату мира в Москве в 1989.
В конце 1990-х тренировал национальную сборную Гватемалы. В 1998 году команда Белова
выиграла чемпионат Центральной Америки.
За 40 лет тренерской работы через руки В. И. Белова прошли десятки знаменитых боксёров. В разное время он тренировал чемпиона Европы (1989) и мира (1991) Костю Цзю, а также чемпиона Олимпийских игр 2004 года, чемпиона мира и Европы Александра Поветкина.
С 2005 по 2009 готовил А. Поветкина, а затем Д. Лебедева к боям на профессиональном ринге.
В последнее время жил в г. Чехове Московской обл., работал в спортивном клубе «Витязь» с молодыми боксёрами.
Награждён медалью «За доблестный труд», орденом «Звезда Отечества» (2005), знаком отличия «За заслуги перед Московской областью» (2004), почётным знаком «За заслуги в развитии физической культуры и спорта в Московской области» (2004), почётным знаком «Петра Великого».
Умер 17 декабря 2022 года.